# Hymenophyllum copelandii
Hymenophyllum copelandii är en hinnbräkenväxtart som beskrevs av Conrad Vernon Morton. Hymenophyllum copelandii ingår i släktet Hymenophyllum och familjen Hymenophyllaceae. Inga underarter finns listade.